# Avril 1888

## Événements
- 1er avril : décret organisant l'État indépendant du Congo en districts.
- 8 avril : Mende devient une des premières villes de France, et le premier chef-lieu, à bénéficier de l'éclairage électrique.
- 30 avril : Tempête de grêle la plus meurtrière (246 morts) recensée dans l'histoire à Moradabad, en Inde.

## Naissances
- 1er avril : Jean Alavoine, coureur cycliste français († 18 juillet 1943), et Antonin Marty.
- 23 avril : 
  - Marcel L'Herbier, réalisateur de cinéma français.
  - Joseph Georges Bouchard, homme politique fédéral provenant du Québec.

## Décès
- 21 avril : Thomas White, journaliste et politicien.